# Lenzenhorn
Lenzerhorn to szczyt w paśmie Plessur-Alpen w Alpach Retyckich. Leży we wschodniej Szwajcarii w kantonie Gryzonia.